# ژان کلود کیلی
ژان-کلود کیلی (به فرانسوی: Jean-Claude Killy) ورزشکار مرد رشتهٔ اسکی آلپاین اهل کشور فرانسه است. وی در بین سال‌های ‎۱۹۶۸ میلادی در مسابقات بازی‌های المپیک زمستانی در مجموع ۳ مدال طلا را کسب کرد.